# 尚布瓦 (奥恩省)
尚布瓦（法語：Chambois，法語發音：[ʃɑ̃bwa] ⓘ）是法国奥恩省的一个旧市镇，位于该省北部，属于阿让唐区。2017年1月1日，尚布瓦和相邻的另外13个市镇合并为新市镇欧日地区古费恩（Gouffern-en-Auge）。

## 地理
尚布瓦（48°48'18"N, 0°6'19"E）面积8.3 平方千米，位于法国诺曼底大区奧恩省，该省份为法国西北部内陆省份，北起顺时针与卡爾瓦多斯省、厄尔省、厄尔-卢瓦省、萨尔特省、马耶讷省和芒什省接壤。
与尚布瓦接壤的市镇（或旧市镇、城区）包括：迪沃河畔圣朗贝尔、费勒、欧布里昂内姆、库德阿尔、奥梅埃勒。
尚布瓦的时区为UTC+01:00、UTC+02:00（夏令时）。

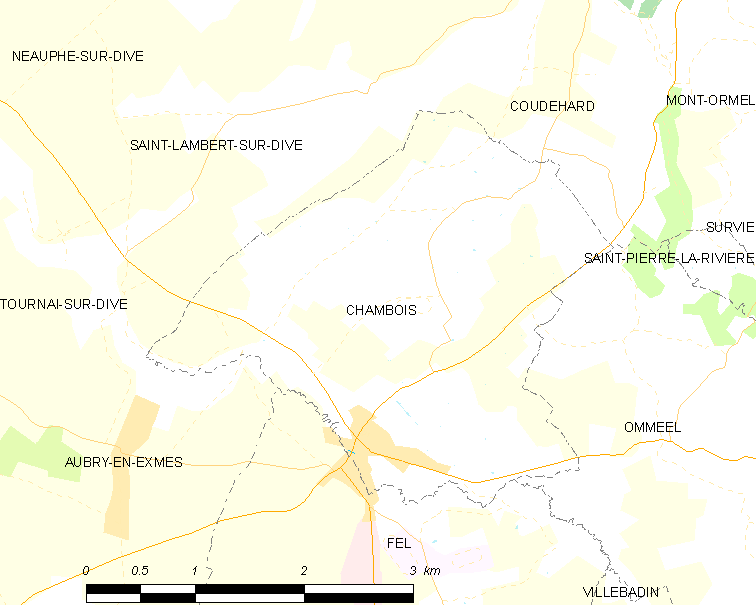
尚布瓦的OSM定位图

## 行政
尚布瓦的邮政编码为61160，INSEE市镇编码为61083。

## 政治
尚布瓦所属的省级选区为阿让唐第二县。

## 人口

1962-2008年间尚布瓦人口变化图示

尚布瓦于2018年1月1日时的人口数量为387人。